# Пироженко Ростислав Олександрович
```
Ростисл
а́
в Олекс
а́
ндрович Пирож
é
нко - учитель історії та суспільствознавства
```

## Короткий життєпис
Народився 15.10.1959 року в селі Кривих Колінах. 
09.1976 – 07.1977 – учень Уманського технічного училища №1 Черкаської області;
08.1977 – 01.1978 – свердлильник Харківського велосипедного заводу ім.Петровського;
02.1978 – 01.1979 – слюсар-ремонтник  Христинівського основного локомотивного депо Одесько-Кишинівської залізниці Черкаської області;
01.1979 – 12.1979 – старший  піонервожатий Кривоколінської середньої школи Тальнівського  району Черкаської;
12.1979 – 07.1980 – викладач фізвиховання і трудового навчання Корсунської восьмирічної школи Тальнівського району Черкаської області;
09.1989 – 07.1982 – бетонувальник, муляр Резекненської міжколгоспної  будівельної організації Латвійської РСР;
08.1982 – 02.1984 –  вчитель історії та суспільствознавства Кривоколінської середньої школи Тальнівського району  Черкаської області;
02.1984 – 08.1987 – відповідальний секретар правління Тальнівської районної організації товариства «Знання», Черкаська область;
08.1987 – 08.1991 – інструктор відділу пропаганди і агітації, інструктор ідеологічного відділу, консультант Тальнівського райкому Компартії України  Черкаської  області;
08.1991 – 04.2012 – викладач предметів суспільних наук  Тальнівського будівельно-економічного коледжу, Черкаська область;
04.2012 – 06.2014 – директор ВСП Тальнівський будівельно-економічний коледж Уманського національного університету садівництва;